# 钟烈
鍾烈（前334年—前250年），子姓，鍾氏/鍾離氏，名烈，中國戰國時代宋國人，宋微子後裔 ，宋桓公禦說之后，宋辟公的四子，宋康王偃的三弟。公元前268年，在許州（今河南省許昌市）受姓，受封“鍾邑大夫” 。宋亡后，避奔豫州鍾離山定居。為鍾氏烈系受姓太始祖。

## 生平
公元前286年，宋國亡，為避亡國之難從宋都商丘睢陽逃難至楚地豫州鍾離山（今河南省長葛市石象鎮蔡寨村封升崗），改子姓為復姓鍾離（另有一説為改子姓為單姓鍾）。

## 后代[9][10]
兒子，鍾復，妣：姬氏，生二子。
孫子，鍾葉（又名鍾大葉），妣：姜氏；鍾起
鍾烈之孫鍾葉在秦置潁川郡時（公元前230年）改復姓鍾離為單姓鍾。
玄孫，鍾氣，生於秦始皇21年（前225年），妣呂氏，生二子：運亨、運豐。鍾姓自漢初而有族譜，故稱氣為一世祖。
來孫，鍾運豐，生於漢惠帝六年（前189年），在漢景帝時（前156年）為許州牧。妣姜氏，生三子：長文義、次文儀、三文佳。文儀妣李氏；文佳妣荀氏，生3子：長巽、次良、三洧。運亨、運豐兄弟暮年首立宗譜，以父鍾氣為1世、以始祖烈封地鍾為姓。 
第22世孫，鍾賢，由於晉朝末年民不聊生，於公元420年渡江到南方，尋求安定的生活環境。
鍾賢過江後居留虔州(今江西省贛州市)。後來鍾賢奉南朝宋武帝劉裕詔命，到福建平定叛亂，平叛之後被任為閩中都督，並攜妻兒入住福建寧化石壁村，成為鍾姓入閩始祖。後鍾賢奉詔入川為官，則開啓了鍾姓入川的先河。
鍾烈第42世孫鍾山(1001-1064年)生3子:友文、友武、友勇，鍾山二弟鍾岱生1子友盛，兄弟4人先後中進士。友文生3子:毅、密、 察，友武生3子:剛、理、齊，友勇生5子:裕、溫、柔、中、正，除鍾柔外，其餘10人全部中進士。
宋神宗熙寧二年(1069 年)，鍾友文兄弟因反對王安石變法，先後被罷官。宋徽宗崇寧年間，由於受元祐黨事件的牽連，這一支鍾姓裔孫為避難進行了大遷徙。他們從福建武平走向全國，以及海外。
鍾友文系的播遷點為福建的岩前、 泉水塘、上杭，廣東的蕉嶺，江西的興國，一部分還流向了四川和台灣。清康熙四十年(1701年)，鍾毓秀攜妻帶子入川，首先定居在重慶墊江縣的澄溪盧家大灣，後來又陸續遷居到離此地不遠的鍾家大灣和高樓灣。這一支鍾姓已傳14代，人口發展到600多人，主要分布在重慶的墊江、長壽兩縣的11個鄉鎮。此外，重慶市，四川的成都、內江、自貢、涪陵，湖北荊州，廣東順德，廣西柳州，新疆乌鲁木齐等地亦有分支。
鍾友武。鍾友武次子鍾理原任廣州刺史。家庭發生變故後，鍾理棄官奔和鄉(今廣東梅縣)居住，其後裔又陸續從和鄉遷往興寧、紫金、東莞、河源、五華、龍川、惠州等地，其中有一支居住在興寧太平湖(今黄陂镇)。因這一支鍾姓居住地集中，佔崗背鎮(今黄陂镇)人口的80%，所以當地有「天上打雷公，地下崗背鍾」的說法。還有一支主要分布在江西的安遠和贛縣居龍灘，已傳承23代，人口達3萬多人。鍾友武三子鍾齊的裔孫主要分布在廣東的饒平、揭陽、興寧、龍川、河源、雁洋，人口約數萬。
鍾友勇和鍾友盛的後代主要分布在廣東的潮安、惠州、紫金、潮州、饒平以及廣西各地。其中鍾友勇的第5子鍾正，先由福建武平遷到廣東鎮平，數代後遷廣東南雄珠璣巷。裔孫鍾普傳，從南雄又西遷廣西龍源，成為烈系入桂始祖。
時事變遷，滄海桑田。 幾百年後，許多鍾姓裔孫又從福建、廣東、等地往港澳地區及海外發展，現已遍布東南亞等地，為世界各國、各地區的發展作出了很大的貢獻。